# NukeMap
NukeMap – интерактивная карта с использованием API Mapbox и рассекреченных данных о воздействии ядерного оружия, которую создал Алекс Уэллерстайн, историк науки из Технологического института Стивенса, который изучает историю ядерного оружия.

## История создания
Первоначальная версия была создана в феврале 2012 года. В июле 2013 года было проведено крупное обновление.
Сервис позволяет пользователям моделировать взрыв ядерного оружия (современного, исторического или любого другого произвольного значения) практически на любой местности и высоте по своему выбору, а также наглядно показывает зоны поражения.
В варианте скрипта NukeMap3D были представлены грубые модели ядерных грибов в 3D, масштабированные до их соответствующих размеров. В настоящее время NukeMap3D больше не поддерживается плагином Google Планета Земля.
Проект первоначально был задуман как частично педагогическое устройство для иллюстрации различий в размерах ядерных бомб. По состоянию на 2012 год более чем три миллиона человек взорвали около 30 миллионов виртуальных ядерных боеголовок . После того, как популярность сайта возросла, потребовался переход на новые серверы.
В 2014 году NukeMap был финалистом конкурса визуализации Национального научного фонда.
По состоянию на ноябрь 2019 года на сайте было имитировано более 184 миллионов взрывов.

## Применение
Nukemap приобрёл некоторую популярность среди ядерных стратегов как инструмент с открытым исходным кодом для расчёта стоимости ядерных обменов.
В 2018 году с помощью NukeMap американское издание Defence One проанализировало последствия возможной ядерной атаки на Гавайи, а специалисты издания The National Interest оценили возможные последствия ядерного удара КНДР по токийской агломерации.
В 2019 году сервис был использован учёными Принстонского университета, занимающимися исследованиями в рамках программы «Наука и глобальная безопасность» (Science and Global Security), при создании аудиовизуальной модели, демонстрирующей возможные сценарии развития ядерного конфликта между Россией и США.
В мае 2020 года американское военное издание We Are The Mighty с помощью NukeMap спрогнозировало последствия взрыва термоядерной бомбы над Москвой, вызвавшее большой общественный резонанс. Эксперт клуба «Валдай» Артём Куреев так отозвался об программе: «NukeMap сделан достаточно профессионально, с учётом многих факторов, но реальные исследования потенциальных последствий сверхтяжёлого ядерного оружия вообще-то проводятся в серьёзных научных лабораториях».
В 2020 году сервис был упомянут в научном издании «Цифровые ресурсы для организации образовательного процесса и оценки достижений обучающихся в дистанционном формате» и рекомендован к применению в России при дистанционном обучении по предмету «Основы безопасности жизнедеятельности» в 8-11 классах для подготовки к тестированию, проверочным, контрольным и экзаменационным работам.